# 1月20日
1月20日（いちがつはつか）は、グレゴリオ暦で年始から20日目に当たり、年末まであと345日（閏年では346日）ある。西暦が4で割り切れる年の翌年、アメリカ合衆国で大統領の就任式が行われる。

## できごと
- 1265年 - シモン・ド・モンフォールの主導で、ウェストミンスター宮殿にて全国から選出された貴族の代表者が会合。最初のイギリス国会と看做すこともある。
- 1320年 - ヴワディスワフ1世がポーランド王に即位。
- 1777年 - アメリカ独立戦争: ミルストーンの戦いが行われる[1]。
- 1841年 - イギリスが香港を占領。
- 1891年 - 衆議院政府委員室から出火して貴族院にも延焼し、帝国議会議事堂を全焼する火災発生[2]。
- 1892年 - マサチューセッツ州スプリングフィールドのYMCA訓練校で、同校講師ジェームズ・ネイスミスが考案したバスケットボールの初の公式試合が行われる。
- 1917年 - インドネシアのバリ島でM6.8の地震、約1300人死亡。
- 1918年 - 大正7年豪雪により、山形県朝日村（現・鶴岡市）の大鳥鉱山で雪崩が発生。死者154人[3]。
- 1924年 - 阪神伝法線（現・阪神なんば線）の伝法駅〜大物駅間が開業。
- 1924年 - 第一次国共合作が成立。
- 1925年 - 日ソ基本条約が締結される。
- 1936年 - エドワード8世がイギリス国王に即位。
- 1937年 - フランクリン・ルーズベルト米大統領の2期目の任期が始まる。憲法修正第20条が初めて適用され、任期開始が3月4日から1月20日に変更。
- 1941年 - フランクリン・ルーズベルト米大統領が、史上初めて3期目に突入。1945年の同日に4期目に入る。
- 1942年 - ヴァンゼー会議でホロコーストが最終決定。
- 1944年 - 第二次世界大戦: イギリス空軍がベルリン空襲。2,300トンの爆弾を投下。
- 1945年 - 第二次世界大戦: ハンガリーが枢軸国から離脱。
- 1953年 - ドワイト・D・アイゼンハワーが第34代アメリカ合衆国大統領に就任。
- 1954年 - 戦後日本初の地下鉄として、営団地下鉄（現：東京メトロ）丸ノ内線の池袋駅 - 御茶ノ水駅間が開業（同時に渋谷駅 - 浅草駅間の旧地下鉄線を「銀座線」に改名）。
- 1955年 - 飯田線田本駅 - 門島駅間の鉄橋上で電車が落石に乗り上げて脱線転覆。天竜川へ転落して死者2人、重軽傷27人[4]。
- 1956年 - 将棋の王将戦で升田幸三が大山康晴名人を相手に香を引いて勝利。
- 1961年 - ジョン・F・ケネディが第35代アメリカ合衆国大統領に就任。
- 1969年 - リチャード・ニクソンが第37代アメリカ合衆国大統領に就任。
- 1969年 - 東大紛争: 東京大学が入学試験の中止を決定。
- 1976年 - 大和運輸（後のヤマト運輸。法人としては現在のヤマトホールディングス）が「宅急便」のサービスを開始[5]。
- 1977年 - ジミー・カーターが第39代アメリカ合衆国大統領に就任。
- 1979年 - 奈良市で『古事記』の編者太安万侶の墓誌が出土。
- 1980年 - ジミー・カーター米大統領がモスクワオリンピックボイコットの方針をアメリカオリンピック委員会に伝達。
- 1981年 - ロナルド・レーガンが第40代アメリカ合衆国大統領に就任。
- 1981年 - イランアメリカ大使館人質事件: 人質52人が444日ぶりに解放。
- 1981年 - 郵便料金が値上げ。はがきが20円から30円（3月31日まで。4月1日からは40円）に、封書が50円から60円になる。
- 1986年 - ボイジャー2号から天王星の５つの衛星、ミランダ、アリエル、ウンブリエル、ティターニア、オベロンの画像から送信される[6]。
- 1987年 - ズ・ダン号事件が発生。
- 1989年 - ジョージ・ブッシュが第41代アメリカ合衆国大統領に就任。
- 1992年 - エールアンテール148便墜落事故。
- 1993年 - ビル・クリントンが第42代アメリカ合衆国大統領に就任。
- 1996年 - ヤーセル・アラファートがパレスチナ自治政府議長に選出。
- 2001年 - ジョージ・W・ブッシュが第43代アメリカ合衆国大統領に就任。
- 2003年 - 第65代横綱貴乃花光司が引退。
- 2009年 - バラク・オバマが第44代アメリカ合衆国大統領に就任。アメリカ史上初の黒人の大統領。
- 2015年 - ISILによる日本人拘束事件：ISIL（IS）が日本国民と日本政府に向けたビデオを発信し、72時間以内に2億ドルの身代金を支払ないと人質を殺害すると脅迫する事件が発生[7]。
- 2017年 - ドナルド・トランプが第45代アメリカ合衆国大統領に就任。就任演説では「米国第一主義」政策を推進するとし、環太平洋戦略的経済連携協定（TPP）からは離脱すると表明した[8]。
- 2020年 - 三菱電機が、大規模なサイバー攻撃を受け、個人情報や企業機密が外部に流出した可能性があると発表[9]。
- 2021年 - ジョー・バイデンが第46代アメリカ合衆国大統領に就任[10]。
- 2024年 - 日本時間1月20日午前0時20分、日本のJAXAが月面探査機「SLIM」を世界で初めてピンポイント着陸に成功させる[11][12]。月面探査機の着陸自体は世界で5カ国目に達成[13]。
- 2025年 - アメリカ合衆国大統領就任式を実施。第47代大統領にドナルド・トランプ、第50代副大統領にJ・D・ヴァンスが就任。

## 誕生日

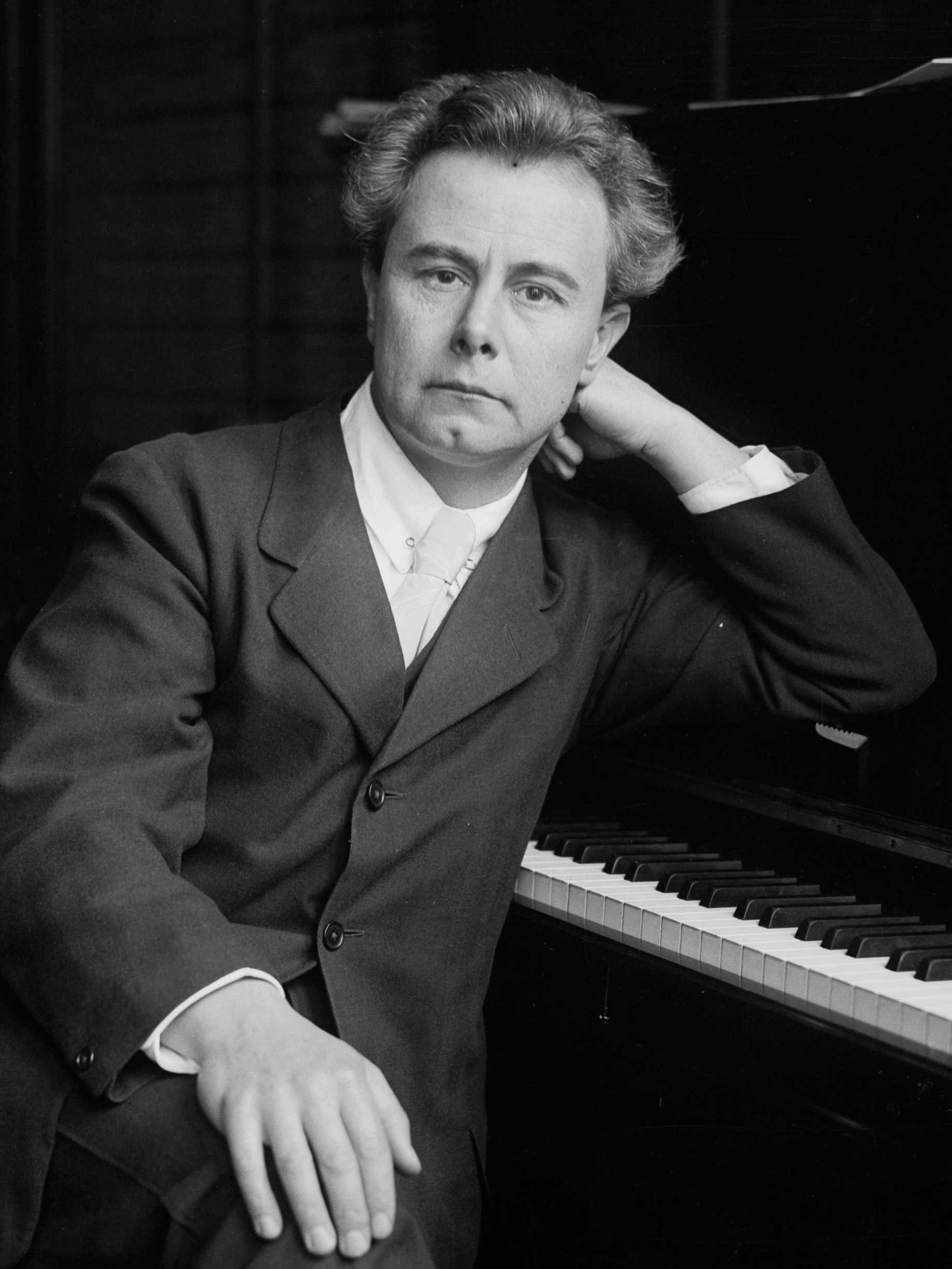
ピアニスト、作曲家ヨゼフ・ホフマン(1876-1957)誕生。

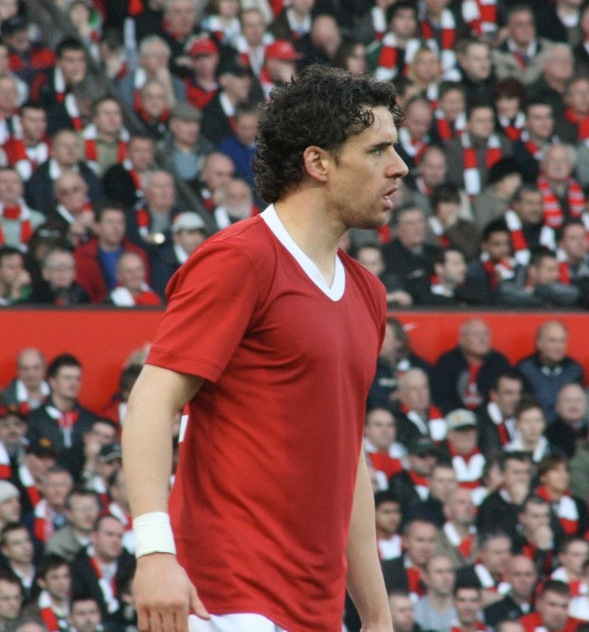
サッカー選手オーウェン・ハーグリーヴス(1981-)誕生。ジョー・ベイカー以来、英国でプレーせずに英国代表になった史上二人目の選手。

- 1436年（永享8年1月2日）- 足利義政、室町幕府8代将軍（+ 1490年）
- 1647年（正保3年12月15日） - 細川利重、初代肥後国新田藩主（+ 1687年）
- 1730年（享保14年12月2日） - 立花鑑通、第7代筑後国柳河藩主（+ 1798年）
- 1732年（享保16年12月23日） - 久世広明、第4代下総国関宿藩主（+ 1785年）
- 1738年（元文2年12月1日） - 松平勝当、第7代美濃国高須藩主（+ 1801年）
- 1775年 - A・M・アンペール、物理学者（+ 1836年）
- 1810年 - フェルディナンド・ダヴィッド、ヴァイオリニスト、作曲家（+ 1873年）
- 1832年 - ヘンリー・ヒュースケン、通訳（+ 1861年）
- 1852年（嘉永4年12月29日） - 阿部正桓、第10代備後国福山藩主・伯爵（+ 1914年）
- 1859年 - トニー・マレーン、元プロ野球選手（+ 1944年）
- 1867年（慶応2年12月15日） - 金成太郎、アイヌ文化伝承者（+ 1897年）
- 1871年 - ニコラス・タルコフ、画家（+ 1930年）
- 1873年 - 岩野泡鳴、小説家、詩人（+ 1920年）
- 1876年 - ヨゼフ・ホフマン、ピアニスト（+ 1957年）
- 1877年 - レーモン・ルーセル、小説家、詩人（+ 1933年）
- 1885年 - 尾崎放哉、俳人（+ 1926年）
- 1886年 - 田中完三、実業家、元三菱商事社長（+ 1986年）
- 1889年 - トリグヴェ・グラン、パイロット、探検家、作家（+ 1980年）
- 1891年 - ミッシャ・エルマン、ヴァイオリニスト（+ 1967年）
- 1894年 - 西脇順三郎、詩人、英文学者（+ 1982年）
- 1894年 - ウォルター・ピストン、作曲家（+ 1976年）
- 1898年 - 津島文治、政治家（+ 1973年）
- 1899年 - 高柳健次郎、技術者（+ 1990年）
- 1898年 - 高垣眸、作家（+ 1983年）
- 1901年 - 澤村春子、女優（+ 1989年）
- 1901年 - セシル・グリフィス、陸上競技選手（+ 1973年）
- 1902年 - 佐藤虎次郎、政治家、元静岡県清水市長（+ 1983年）
- 1903年 - 永井大三、実業家（+ 1988年）
- 1903年 - 中川俊思、政治家（+ 1973年）
- 1904年 - 楠木繁夫、歌手（+ 1956年）
- 1905年 - 佐藤義美、童謡作詞家、童話作家、詩人（+ 1968年）
- 1909年 - 山野愛子、美容家（+ 1995年）
- 1909年 - ウィリアム・エッカート、MLBコミッショナー（+ 1971年）
- 1910年 - 中村浩、微生物学者（+ 1980年）
- 1910年 - 中村輝夫、プロ野球選手（+ 没年不詳）
- 1912年 - 関英雄、児童文学者（+ 1996年）
- 1914年 - 丹羽淑雄、元プロ野球選手（+ 没年不詳）
- 1915年 - 遊佐正憲、水泳選手（+ 1975年）
- 1916年 - 小坂徳三郎、実業家、政治家（+ 1996年）
- 1916年 - 近藤良三、作曲家（+ 没年不詳）
- 1917年 - 中村歌右衛門 (6代目)、歌舞伎俳優（+ 2001年）
- 1920年 - フェデリコ・フェリーニ、映画監督（+ 1993年）
- 1920年 - デフォレスト・ケリー、俳優（+ 1999年）
- 1921年 - 吉田正、作曲家（+ 1998年）
- 1923年 - 三國連太郎、俳優（+ 2013年）
- 1924年 - 鈴木悦郎、画家、イラストレーター（+ 2013年）
- 1925年 - 高城淳一、俳優（+ 2011年）
- 1925年 - 富田浩太郎、俳優（+ 2004年）
- 1926年 - ヴィタリー・ウォロトニコフ、政治家（+ 2012年）
- 1926年 - デイヴィッド・チューダー、ピアニスト、作曲家（+ 1996年）
- 1929年 - 須磨千頴、歴史学者、南山大学名誉教授
- 1929年 - 西倉実、元プロ野球選手（+ 1955年）
- 1930年 - 原田甫、作曲家（+ 1993年）
- 1930年 - いずみたく、作曲家、元参議院議員（+ 1992年）
- 1931年 - 近石真介、声優、ナレーター（+ 2022年）
- 1931年 - 三野優美、政治家（+ 2020年）
- 1931年 - 内藤博文、元プロ野球選手（+ 2013年）
- 1931年 - 中村八大、作曲家（+ 1992年）
- 1931年 - 有吉佐和子、小説家（+ 1984年）
- 1932年 - 鈴木その子、美容・料理研究家（+ 2000年）
- 1933年 - ジーン・スチブンス、元プロ野球選手（+ 2019年）
- 1934年 - 間部耕苹、日本テレビ放送網代表取締役相談役（+ 2013年）
- 1934年 - ミシェル・デボスト、フルート奏者
- 1934年 - カミロ・パスカル、元プロ野球選手
- 1935年 - 公文俊平、社会学者、経済学者
- 1935年 - 堀本律雄、元プロ野球選手（+ 2012年）
- 1936年 - エドワード・ファイゲンバウム、計算機科学者
- 1936年 - 西沢利明、俳優（+ 2013年）
- 1937年 - 生原昭宏、アマチュア野球指導者（+ 1992年）
- 1938年 - 北原亞以子、作家（+ 2013年）
- 1939年 - 伊達忠一、政治家、第31代参議院議長
- 1940年 - キャロル・ヘイス・ジェンキンス、フィギュアスケート選手
- 1941年 - 高橋宏明、実業家、元東北電力社長
- 1941年 - 川村龍夫、実業家、芸能プロモーター、ケイダッシュ会長（+ 2025年）
- 1941年 - あすなひろし、漫画家（+ 2001年）
- 1942年 - 大野由利子、政治家
- 1943年 - 上野美記夫、元野球選手
- 1945年 - 小野塚勝、元アナウンサー
- 1945年 - 青木宏之、政治家（+ 2009年）
- 1946年 - デイヴィッド・リンチ、映画監督（+ 2025年）
- 1947年 - 加藤茂夫、経営学者、専修大学名誉教授（+ 2021年）
- 1948年 - 加藤俊夫、元プロ野球選手
- 1948年 - 鷲津名都江（小鳩くるみ）、目白大学教授、元童謡歌手、タレント
- 1948年 - 市川好郎、俳優（+ 1993年）
- 1949年 - 渡辺達生、写真家
- 1949年 - 坂本由紀子、政治家
- 1949年 - 藤井信行、元プロ野球選手
- 1949年 - 北公次、歌手（フォーリーブス）（+ 2012年）
- 1952年 - ポール・スタンレー、ミュージシャン（キッス）
- 1953年 - 丹治愛、英文学者、東京大学名誉教授
- 1954年 - 古田将士、俳優
- 1954年 - 鈴木隆、銀行家、仙台銀行会長
- 1954年 - 松崎康弘、元サッカー審判員
- 1954年 - 松尾雄治、元ラグビーユニオン選手
- 1955年 - 太田裕美、歌手
- 1955年 - 桜井賢、ミュージシャン（THE ALFEE）
- 1956年 - 中山一也、俳優
- 1956年 - 石田満、実業家、銚子丸社長
- 1956年 - 柴山育朗、実業家、元伊藤ハム社長
- 1956年 - 田尾和俊、元編集者、実業家、メディア研究者、元ホットカプセル社長
- 1956年 - 梶谷恵造、政治家、元北海道茅部郡森町町長
- 1956年 - 座光寺公明、作曲家、ピアニスト（+ 1987年）
- 1958年 - 天田益男[15]、俳優、声優
- 1958年 - 三上康雄、映画監督、脚本家、映画プロデューサー
- 1959年 - 鈴木克明、教育工学者、熊本大学名誉教授
- 1959年 - 武藤一邦、元プロ野球選手
- 1960年 - ウィル・ライト、ゲームクリエイター
- 1961年 - 上島竜兵、お笑いタレント（ダチョウ倶楽部）（+ 2022年）
- 1961年 - 浜尾朱美、エッセイスト、ニュースキャスター（+ 2018年）
- 1962年 - 尾花かんじ、俳優、声優
- 1962年 - 玉川砂記子、声優
- 1962年 - IKKO、メイクアップアーティスト、タレント
- 1962年 - 合田秀樹、官僚
- 1963年 - インゲボルガ・ダクネイト、女優
- 1964年 - 南果歩、女優
- 1964年 - 藤木義勝、俳優
- 1964年 - 金巻兼一、脚本家、劇作家
- 1964年 - 野島一成、ゲームクリエイター、ゲームシナリオライター
- 1964年 - オジー・ギーエン、元プロ野球選手
- 1965年 - 高橋栄樹、映画監督、ミュージック・ビデオディレクター
- 1965年 - ジョン・マイケル・モントゴメリー、カントリー歌手
- 1965年 - ケビン・マース、元プロ野球選手
- 1966年 - 長谷川太（長谷川のび太）、アナウンサー、声優
- 1966年 - 下総源太朗、俳優、演出家
- 1966年 - 大串正樹、政治家
- 1967年 - 長坂哲夫、アナウンサー
- 1967年 - 吉村秀樹、ミュージシャン（bloodthirsty butchers）（+ 2013年）
- 1968年 - 木下博勝、医師
- 1968年 - ジェリー・アランギラン、漫画家（+ 2019年）
- 1969年 - 犬塚賀子、女優
- 1969年 - 吉成鋼、アニメーター
- 1969年 - ジョセフ・オツオリ、陸上選手（+ 2006年）
- 1969年 - ニッキー・ワイアー、ミュージシャン（マニック・ストリート・プリーチャーズ）
- 1970年 - 高橋史子、女優
- 1971年 - 花田虎上、タレント、大相撲第66代横綱、実業家
- 1971年 - 中村貞裕、実業家
- 1971年 - 小久保浩樹、元プロ野球選手
- 1971年 - ゲイリー・バーロウ、歌手、ピアニスト、作詞家、プロデューサー
- 1972年 - 山田浩史、アナウンサー
- 1972年 - 村岡英美、元女優、元タレント
- 1973年 - 鈴木千晶、人形作家
- 1973年 - 立川談修、落語家
- 1973年 - 萩野英明、サッカー指導者、元サッカー選手
- 1973年 - ルスラン・ゴンチャロフ、フィギュアスケート選手
- 1974年 - 久我陽子、女優、歌手
- 1974年 - 高橋まさかず、俳優
- 1974年 - 松井冬子、日本画家
- 1974年 - フリオ・サンタナ、元プロ野球選手
- 1975年 - 山本佳代子、モデル
- 1975年 - 横尾泰輔、アナウンサー
- 1975年 - デビッド・エクスタイン、元プロ野球選手
- 1977年 - イリアン・ストヤノフ、元サッカー選手
- 1977年 - 窪寺昭、俳優（+ 2020年）
- 1978年 - 牛村友哉、声優
- 1978年 - 橋本エイジ、漫画家
- 1979年 - 久保亜沙香、グラビアアイドル
- 1979年 - 原知宏、元俳優、元タレント
- 1979年 - 三遊亭萬橘 (4代目)、落語家
- 1979年 - 井上虫歯二本、お笑い芸人
- 1979年 - 江崎史恵、アナウンサー
- 1979年 - ロブ・ボードン、ドラマー（リンキンパーク）
- 1979年 - オクサナ・ポトディコワ、フィギュアスケート選手
- 1980年 - 深水元基、俳優
- 1980年 - 中村祥子、バレエダンサー
- 1980年 - ルイス・マルティネス、元プロ野球選手
- 1980年 - 張栩、囲碁棋士
- 1980年 - 葵、ギタリスト（the GazettE）
- 1981年 - 高田紗千子、お笑い芸人（梅小鉢）
- 1981年 - 村上和弘、サッカー選手
- 1981年 - オーウェン・ハーグリーヴス、サッカー選手
- 1982年 - 川島章良、お笑い芸人（はんにゃ.）
- 1982年 - 小菅真弓、元バレーボール選手
- 1982年 - エリン・ワッソン、スーパーモデル
- 1983年 - 金子さやか、女優
- 1983年 - 矢口真里、歌手、タレント（元モーニング娘。）
- 1984年 - 塩原康孝、俳優、デザイナー、ベーシスト
- 1984年 - 富永沙織、タレント
- 1984年 - モリタク!、お笑い芸人
- 1984年 - 柏木美里、元タレント、元レースクイーン
- 1985年 - 井上麻里奈、声優
- 1985年 - ハリー杉山、ファッションモデル、タレント
- 1985年 - 渡辺良知、総合格闘家
- 1985年 - ルイス・ペレス、プロ野球選手
- 1985年 - アレクサンデル・パヴレンコ、サッカー選手
- 1986年 - 竹内由恵、アナウンサー
- 1986年 - 山中章子、アナウンサー
- 1986年 - 時椿ユウタ[16]、元お笑いタレント（元ざしきわらし）、YouTuber（プリッとchannel）
- 1988年 - 古河結子、舞台女優
- 1989年 - 守屋美穂、ボートレーサー
- 1989年 - 草野太郎、騎手
- 1989年 - 土井一海、俳優
- 1989年 - 石井亜早実、ミュージカル俳優
- 1989年 - ニック・フォールズ、アメリカンフットボール選手
- 1989年 - レメキロマノラヴァ、ラグビーユニオン選手
- 1990年 - 田谷隼、俳優、声優
- 1990年 - 水中雅章、声優
- 1990年 - 山口美咲、元競泳選手
- 1990年 - 杉野真実、アナウンサー
- 1990年 - 永田敬介、お笑い芸人
- 1991年 - 一色美名、グラビアアイドル
- 1991年 - 坂本慶介、俳優
- 1991年 - 大知正紘、歌手、シンガーソングライター
- 1991年 - ぎぃ子、女優
- 1991年 - 白石大志、お笑い芸人
- 1991年 - ジュンポン・アドゥンキッティポーン、俳優
- 1992年 - 高嶋香帆、タレント
- 1992年 - 酒井駿、お笑い芸人（ネギゴリラ）
- 1992年 - 松崎啄也、元プロ野球選手
- 1993年 - 須田景凪、シンガーソングライター、ボカロP（バルーン）
- 1993年 - タカハシシンノスケ、俳優、モデル
- 1994年 - 鷲尾伶菜、歌手、ダンサー、ファッションモデル (元Flower、元E-girls)
- 1994年 - 藤沢玲花、女優、アイドル
- 1994年 - 中川雄貴、サッカー選手
- 1994年 - 王哲林、バスケットボール選手
- 1995年 - 古橋亨梧、サッカー選手
- 1995年 - 三瓶数馬、プロボクサー、初代日本スーパーフェザー級ユース王者
- 1995年 - 笠原大芽、元プロ野球選手
- 1995年 - セルジ・サンペール、サッカー選手
- 1996年 - すなお、お笑い芸人（よだれどり）
- 1996年 - 團玲伊奈、ハンドボール選手
- 1996年 - 鈴木麻優、競馬評論家、元騎手
- 1996年 - 竹内あか里、元バレーボール選手
- 1997年 - Anly、シンガーソングライター
- 1997年 - 須藤叶希、女優、声優
- 1997年 - 橋岡和樹、サッカー選手
- 1998年 - 河野純喜、アイドル（JO1）
- 1998年 - 髙橋利樹、サッカー選手
- 2000年 - 成海千尋、元アイドル（透色ドロップ）
- 2001年 - ディアマンカ・センゴール・チェク、サッカー選手
- 2003年 - 井手上漠、タレント、モデル
- 2003年 - 小海遥、陸上競技選手
- 2003年 - ジャック・ドゥーハン、レーシングドライバー
- 2004年 - 山口綺羅、女優、歌手、パフォーマー（Girls²）
- 2004年 - 黒田光輝、アイドル（ジュニア、少年忍者）
- 2010年 - 白鳥玉季、子役
- 生年不詳 - 芹香斗亜、女優、宝塚歌劇団宙組
- 生年不詳 - 今瀬未知、声優
- 生年不詳 - 岡田恵、声優
- 生年不詳 - 木村裕二、声優
- 生年不詳 - 福島亜美[17]、声優
- 生年不詳 - 本多諒太[18]、声優
- 生年不詳 - 宮﨑聡、声優

## 忌日

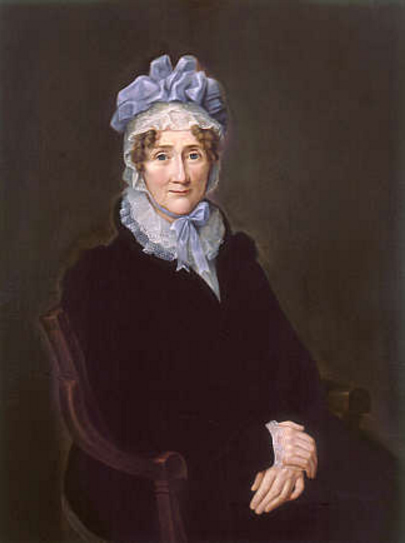
シャルロッテ・ブッフ(1753-1828)没。ドイツの文豪ゲーテの代表作『若きウェルテルの悩み』のヒロイン、ロッテのモデルとして知られる。

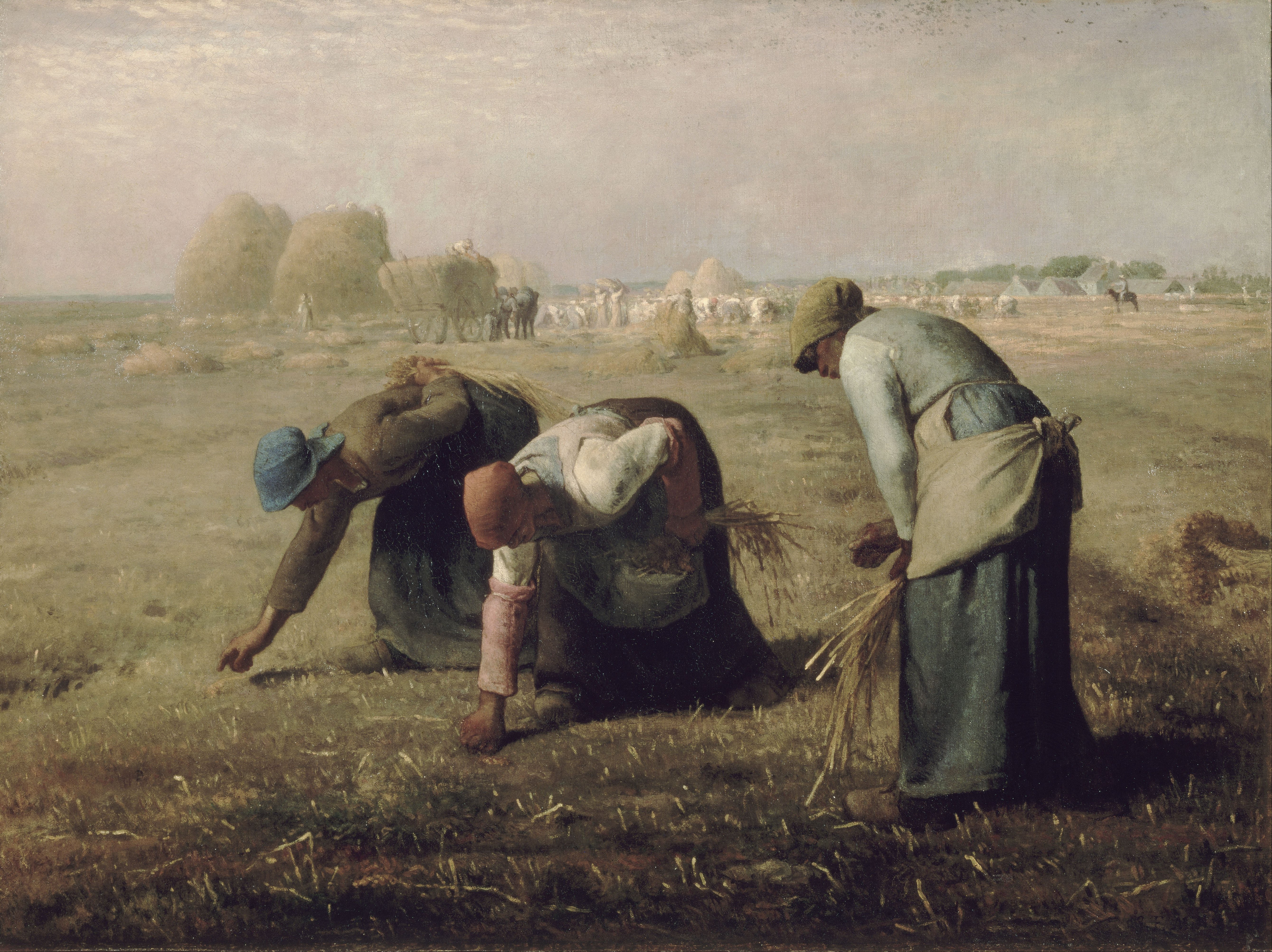
画家ジャン＝フランソワ・ミレー(1814-1875)没。画像は『落穂拾い』(1857)

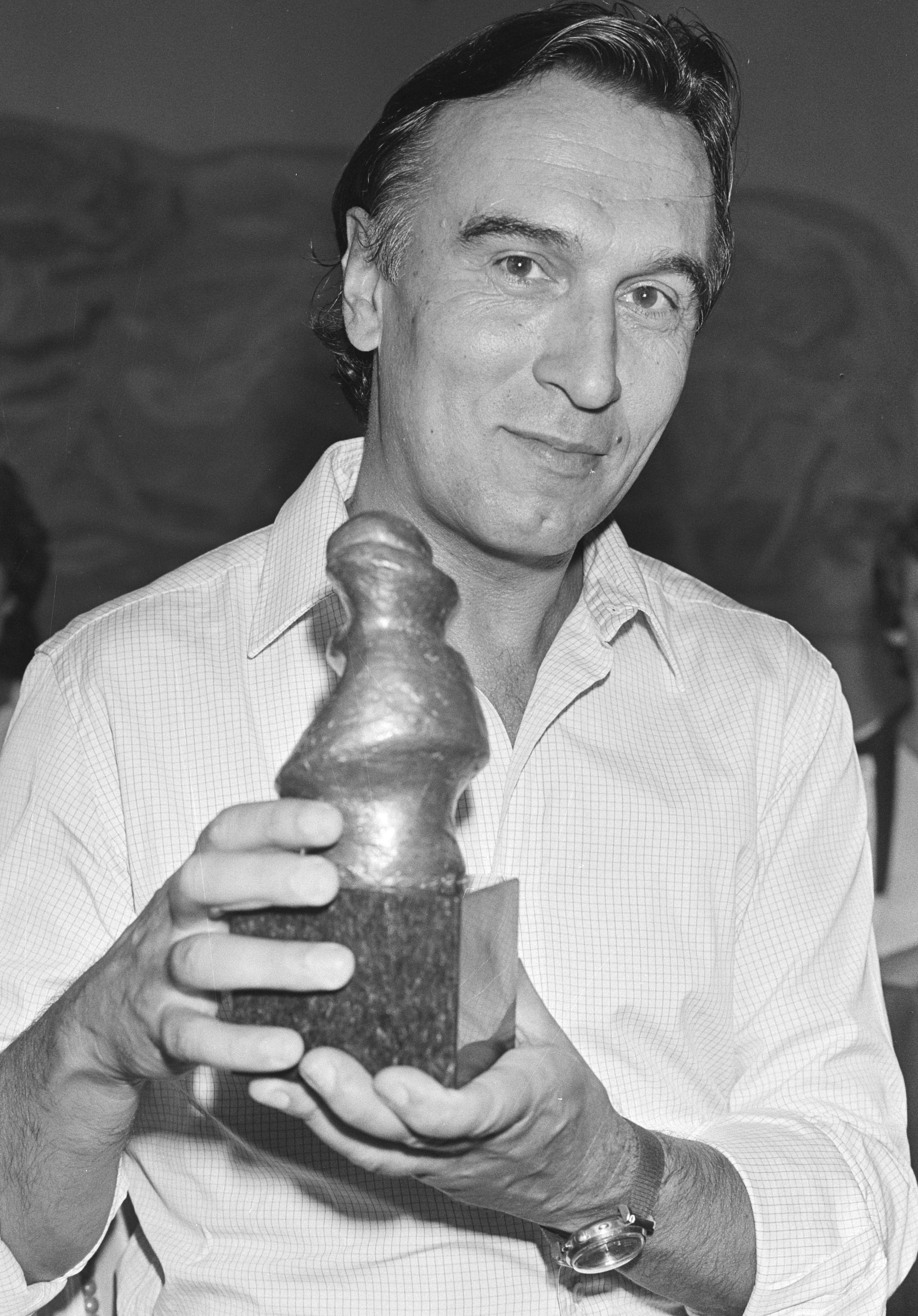
指揮者クラウディオ・アバド(1933-2014)没。

- 1343年 - ロベルト1世、ナポリ王（* 1277年）
- 1413年（応永19年12月18日）- 上杉憲定、関東管領（* 1375年）
- 1495年（成宗25年12月24日） - 成宗、第9代李氏朝鮮国王（* 1457年）
- 1587年（天正14年12月12日）- 長宗我部信親、戦国武将（* 1565年）
- 1587年（天正14年12月12日）- 本山親茂、戦国武将（* 1545年）
- 1606年 - アレッサンドロ・ヴァリニャーノ、イエズス会の宣教師、カトリック教会の司祭（* 1539年）
- 1612年 - ルドルフ2世、神聖ローマ皇帝（* 1552年）
- 1666年 - アンヌ・ドートリッシュ、フランス王ルイ13世の王妃（* 1601年）
- 1720年 - ジョヴァンニ・マリア・ランチージ（英語版）、医師（* 1654年）
- 1722年（享保6年12月4日）- 松平吉邦、第6代福井藩主（* 1681年）
- 1745年 - カール7世、神聖ローマ皇帝（* 1697年）
- 1767年 - エティエンヌ・ド・シルエット、フランス王国ブルボン朝の貴族（* 1709年）
- 1779年 - デイヴィッド・ギャリック、俳優、劇作家、劇場支配人（* 1717年）
- 1800年 - ジャン＝バティスト・ル・ロワ（英語版）、物理学者（* 1720年）
- 1800年 - トマス・ミフリン、商人、軍人、政治家（* 1744年）
- 1813年 - クリストフ・マルティン・ヴィーラント、詩人、翻訳家、作家（* 1733年）
- 1814年 - ジャン＝フランソワ・ピエール・ペイロン、画家（* 1744年）
- 1815年 - カロリーネ・フリーデリケ・フリードリヒ（英語版）、花の画家（* 1749年）
- 1819年 - カルロス4世、スペイン王（* 1748年）
- 1828年 - シャルロッテ・ブッフ、小説『若きウェルテルの悩み』のヒロインのモデルにあたる人物（* 1753年）
- 1837年 - ジョン・ソーン、建築家（* 1753年）
- 1848年 - クリスチャン8世、デンマーク王（* 1786年）
- 1850年 - アダム・エーレンシュレーガー（英語版）、詩人、劇作家（* 1779年）
- 1852年（嘉永4年12月29日） - 阿武松緑之助、大相撲第6代横綱（* 1791年）
- 1859年 - ベッティーナ・フォン・アルニム、小説家（* 1785年）
- 1862年 - ハリエット・オベール（英語版）、詩人（* 1773年）
- 1864年 - ジョヴァンニ・プラーナ、天文学者、数学者（* 1781年）
- 1867年 - ナサニエル・パーカー・ウィリス、著作家、詩人、編集者（* 1806年）
- 1875年 - ジャン＝フランソワ・ミレー、画家（* 1814年）
- 1882年 - ジョン・リネル、画家（* 1792年）
- 1891年 - カラカウア、ハワイ王国国王（* 1836年）
- 1900年 - ジョン・ラスキン、思想家（* 1819年）
- 1901年 - 伊藤圭介[19]、植物学者（* 1803年）
- 1901年 - ゼノブ・グラム、電気技術者（* 1826年）
- 1905年 - 内海忠勝、武士、官僚、政治家、第16代内務大臣、元会計検査院長（* 1843年）
- 1911年 - 雨宮敬次郎、実業家（* 1846年）
- 1913年 - ヨハニス・デ・レーケ、土木技師（* 1842年）
- 1913年 - カール・ウィトゲンシュタイン、実業家（* 1847年）
- 1920年 - 大須賀乙字、俳人（* 1881年）
- 1922年 - カミーユ・ジョルダン、数学者（* 1838年）
- 1935年 - 戸水寛人、法学者、立憲政友会衆議院議員（* 1861年）
- 1936年 - ジョージ5世、イギリス王（* 1865年）
- 1937年 - デビッド・H・マコーネル（英語版）、実業家、California Perfume Company（現エイボン・プロダクツ）創業者（* 1858年）
- 1937年 - リヒャルト・ベンノ・アダム、画家（* 1873年）
- 1940年 - 加藤キヨ子、第21代内閣総理大臣加藤友三郎夫人（*1874年）
- 1942年 - 横山又次郎、古生物学者（* 1860年）
- 1943年 - 松永行、サッカー選手（* 1914年）
- 1947年 - ジョシュ・ギブソン、プロ野球選手（* 1911年）
- 1949年 - 中山岩太、写真家（* 1895年）
- 1949年 - ノラ・グレゴール（英語版）、女優（* 1901年）
- 1952年 - アーサー・ファーウェル、作曲家（* 1872年）
- 1957年 - ジェームズ・コノリー、陸上競技選手（* 1868年）
- 1965年 - ニック・アルトロック、プロ野球選手（* 1876年）
- 1965年 - アラン・フリード、ラジオDJ（* 1921年）
- 1968年 - 小島正雄、ジャズトランペット奏者、評論家、司会者（* 1913年）
- 1970年 - 石川一郎、実業家、経済団体連合会初代会長（* 1885年）
- 1970年 - ジョージ・ハンフリー、第55代アメリカ合衆国財務長官（* 1890年）
- 1970年 - ポール・フラマリエ、地質学者（* 1877年）
- 1971年 - 男女ノ川登三、大相撲第34代横綱（* 1903年）
- 1971年 - 岡崎真一、実業家、政治家（* 1907年）
- 1972年 - ジャン・カサドシュ、ピアニスト（* 1927年）
- 1974年 - エドマンド・ブランデン、詩人（* 1896年）
- 1974年 - 林リリ子[20]、フルート奏者（* 1926年）
- 1982年 - 杉原荒太、政治家、外交官、第3代防衛庁長官（* 1899年）
- 1982年 - 赤沢正道、実業家、政治家、元赤沢組会長、元自治大臣兼国家公安委員長（* 1907年）
- 1983年 - 川上喜八郎、政治家、元新潟県新潟市長（* 1920年）
- 1983年 - ガリンシャ、元サッカー選手（* 1933年）
- 1984年 - 松本唯一[21]、地質学者、熊本大学初代理学部長（* 1892年）
- 1984年 - パウル・ベン＝ハイム、作曲家（* 1897年）
- 1984年 - ジョニー・ワイズミュラー、水泳選手、俳優（* 1904年）
- 1984年 - ハートウェル・ハリソン（英語版）、泌尿器科外科医（* 1909年）
- 1986年 - 広瀬真一、官僚、実業家、元運輸事務次官、元日本通運社長・会長（* 1913年）
- 1990年 - 東久邇稔彦、元皇族（東久邇宮稔彦王）、第43代内閣総理大臣（* 1887年）
- 1990年 - バーバラ・スタンウィック、女優（* 1907年）
- 1993年 - 園山俊二、漫画家（* 1935年）
- 1993年 - オードリー・ヘプバーン、女優（* 1929年）
- 1994年 - マット・バスビー、元サッカー選手、指導者（* 1909年）
- 1994年 - 牧野宏、プロ野球選手（* 1937年）
- 1995年 - 金子信雄、俳優、料理研究家（* 1923年）
- 1996年 - 2代目松旭斎天勝[22]、奇術師（* 1912年）
- 1996年 - ロー・ウェイ（英語版）、映画監督、映画俳優（* 1918年）
- 1996年 - ジェリー・マリガン、ジャズミュージシャン（* 1927年）
- 1997年 - 杉森久英、小説家（* 1912年）
- 1997年 - カート・フラッド、プロ野球選手（* 1938年）
- 1997年 - ハイラム・ケラー、俳優、モデル（* 1944年）
- 1998年 - 曾我廼家五郎八、お笑い芸人（* 1902年）
- 1998年 - ボボ・ブラジル、プロレスラー（* 1924年）
- 2000年 - 清沢哲夫、浄土真宗真宗大谷派の僧侶、思想家（* 1921年）
- 2000年 - 岩本信一、プロ野球選手、プロ野球審判員（* 1921年）
- 2000年 - 西田栄三、政治家、元奈良県奈良市長（* 1927年）
- 2001年 - 平井嘉一郎、実業家、元ニチコン社長・会長（* 1907年）
- 2001年 - 小池聰行、実業家、オリコン・エンタテインメント創業者（* 1932年）
- 2002年 - ババ、サッカー選手（* 1934年）
- 2003年 - 松田定次、映画監督（* 1906年）
- 2003年 - 安原顯、編集者（* 1939年）
- 2004年 - オーウェン・グイン・スミス、棒高跳び選手、1948年ロンドンオリンピック金メダリスト（* 1920年）
- 2006年 - アンドレイ・ヨルダン、政治家、キルギスタン元首相代行（* 1934年）
- 2007年 - 谷口香、女優（* 1934年）
- 2007年 - 河村順子、童謡歌手（* 1925年）
- 2008年 - スザンヌ・プレシェット、女優（* 1937年）
- 2009年 - マイケル・リチャード・ジー（英語版）、ロックギタリスト（* 1944年）
- 2012年 - 河原武雄、元アナウンサー（* 1913年）
- 2012年 - 佐伯義勝[23]、料理写真家（* 1927年）
- 2012年 - 蟹江嘉信、実業家、カゴメ代表取締役社長（* 1929年）
- 2012年 - エタ・ジェイムス、R&Bシンガー（* 1938年）
- 2012年 - イジー・ラシュカ、元スキージャンプ選手、指導者、1968年グルノーブルオリンピック金メダリスト（* 1941年）
- 2013年 - 江川昇、政治家、元石川県金沢市長（* 1909年）
- 2013年 - 柴田トヨ、詩人（* 1911年）
- 2013年 - 堯天義久、建築学者（建築構造学）、第8代神戸大学学長、第3代大学入試センター所長（* 1921年）
- 2013年 - 坂本友雄、政治家、元埼玉県久喜市長（* 1924年）
- 2013年 - 鈴木文彌、アナウンサー（* 1925年）
- 2014年 - 奈良毅、ベンガル語学・文学研究者、東京外国語大学名誉教授（* 1932年）
- 2014年 - 船井幸雄、経営コンサルタント、船井総合研究所創業者（* 1933年）
- 2014年 - クラウディオ・アバド、指揮者（* 1933年）
- 2014年 - 垂水龍介[24]、実業家、元ボーソー油脂社長（* 1937年）
- 2014年 - 石渡清元、政治家（* 1940年）
- 2014年 - 平林和幸、フランス文学者、元武蔵大学学長（* 1948年）
- 2015年 - 島田輝記、舞踊家（* 1928年）
- 2015年 - 桂米八、落語家、曲独楽師（* 1956年）
- 2015年 - 斉藤仁、柔道選手、指導者、1984年ロサンゼルスオリンピック・1988年ソウルオリンピック金メダリスト（* 1961年）
- 2016年 - 辰野千寿、教育心理学者、元上越教育大学学長・名誉教授、元筑波大学副学長・名誉教授（* 1920年）
- 2016年 - 張榮發、実業家、エバーグリーン・グループ（長栄集団）総裁、長栄海運創業者 （* 1927年）
- 2016年 - 金澤一郎、医師、医学者、国立精神・神経センター名誉総長、東京大学名誉教授（* 1941年）
- 2017年 - 藤本哲夫、機械工学者、名古屋大学名誉教授、三重大学名誉教授（* 1930年）
- 2017年 - アフマド・ギラニ、政治家、ムジャーヒディーン（* 1932年）
- 2017年 - カルロス・アルベルト・シルバ、サッカー指導者（* 1939年）
- 2017年 - 宮原安春、元政治活動家、ノンフィクション作家（* 1942年）
- 2018年 - ポール・ボキューズ、フランス料理のシェフ（* 1926年）
- 2018年 - 保田春彦、彫刻家、画家、武蔵野美術大学名誉教授（* 1930年）
- 2018年 - 住吉都、スピードスケート選手（* 1987年）
- 2019年 - 野中正造、世界男性最高齢者（* 1905年）
- 2019年 - 海崎洋一郎、実業家、元ブリヂストン社長（* 1933年）
- 2019年 - アンドリュー・G・ヴァイナ、映画プロデューサー（* 1944年）
- 2020年 - 田中和泉、実業家、元東京放送（TBS）社長（* 1931年）
- 2020年 - 大井邦雄、英文学者、早稲田大学名誉教授（* 1933年）
- 2020年 - 永井美之、ウィルス学医学者、名古屋大学・東京大学名誉教授、理化学研究所名誉研究員（* 1939年）
- 2020年 - 渡部淳、教育学者（* 1951年）
- 2021年 - 関澤義、実業家、元富士通社長・会長（* 1931年）
- 2021年 - ダニエル・コビアルカ、バイオリニスト、編曲家、作曲家（* 1943年）
- 2021年 - ハゴップ・アキスカル、精神科医、カリフォルニア大学サンディエゴ校International Mood Center所長（* 1944年）
- 2021年 - ミラ・ファーラン、女優（* 1955年）
- 2022年 - 宮崎蕗苳、華道家、著作家、「ことたま」主宰（* 1925年）
- 2022年 - 恩地日出夫、映画監督、演出家（* 1933年）
- 2022年 - ミートローフ、ロックシンガー、俳優（* 1947年）
- 2023年 - 四世清元梅吉、三味線奏者、清元流二代家元、人間国宝（* 1932年）
- 2023年 - サル・バンドー、プロ野球選手（* 1944年）
- 2023年 - ステーラ・チウェーシェ、ムビラ奏者、歌手（* 1946年）
- 2024年 - ノーマン・ジュイソン、映画監督（* 1926年）
- 2024年 - 崔泰福、政治家、元朝鮮労働党中央委員会政治局候補委員・政治局委員・副委員長、元最高人民会議代議員・同議長（* 1930年）
- 2024年 - 小山乃里子、フリーアナウンサー、ラジオパーソナリティ、政治家、元神戸市会議員（* 1941年）
- 2024年 - 田中保昭、実業家、元大和重工社長・会長（* 1945年）
- 2024年 - デビッド・エンゲ、俳優（* 1946年）
- 2024年 - 南部虎弾、コメディアン、パフォーマー（電撃ネットワーク、元ダチョウ倶楽部） （* 1951年）
- 2024年 - ニコラス・ハイアム、数学者（* 1961年）
- 2024年 - 伊丸岡亮太、ギタリスト（元GOOD ON THE REEL）（* 1987年）
- 2025年 - 早間玲子、建築家（* 1933年）
- 2025年 - ベルトラン・ブリエ、映画監督、脚本家、作家（* 1939年）
- 2025年 - 祖田修、農学者、農業経済学者、京都大学名誉教授、福井県立大学元学長・名誉教授（* 1939年）
- 2025年 - フレッド・ニューハウス、短距離走選手、1976年モントリオール五輪金メダリスト（* 1948年）
- 2025年 - 本田典孝、銀行家、元香川銀行頭取（* 1952年）

## 記念日・年中行事
- 大寒（ 日本 2009年・2010年・2011年）
二十四節気の1つ。太陽の黄経が300度の時で、寒さが最も厳しくなるころ。
- 二十日正月（ 日本）
- 殉教者の日（ アゼルバイジャン）
1990年のこの日、独立運動中のアゼルバイジャンの首都バクーにソ連軍が侵攻し、約130人の市民が殺害された。
- アメリカ合衆国大統領就任式（ アメリカ合衆国）※西暦年が4で割り切れる年の翌年
アメリカ合衆国憲法修正第20条で、大統領の任期は1月20日の正午に終了することとされており、その瞬間から次の大統領の任期が始まる。
- 玉の輿の日（ 日本）
1905年のこの日、アメリカの実業家J・P・モルガンの甥のジョージ・モルガンが祇園の芸妓・お雪と結婚した。お雪は「日本のシンデレラ」と呼ばれた[25]。
- デヴィッド・ボウイの日（ アメリカ合衆国）、ニューヨーク
2016年、ニューヨーク市長のビル・デブラシオが、ニューヨーク・シアター・ワークショップにて上演されたデヴィッド・ボウイによって共同制作された舞台作品『ラザルス』最終公演日の1月20日に、この日を「デヴィッド・ボウイの日（David Bowie Day）」にする声明文を読み上げた。
- シマエナガの日（ 日本）、日本記念日協会
日本では北海道のみに分布する野鳥・シマエナガは、寒さが厳しくなると羽毛を膨らませる習性があるため、札幌市在住の写真家・やなぎさわごうが大寒の日である1月20日を「シマエナガが一番丸く膨らみ、かわいい日」であると考えて申請、2019年に受理された[26]。